# Hydriomena suffusa
Hydriomena suffusa là một loài bướm đêm trong họ Geometridae.